# Stade Roberto-Santos
Le stade Roberto-Santos (en portugais : Estádio Roberto Santos), de son nom complet stade du Gouverneur-Roberto-Santos (en portugais : Estádio Governador Roberto Santos), et également connu sous le nom de stade de Pituaçu (en portugais : Estádio do Pituaçu), est un stade de football brésilien situé à Pituaçu, quartier de la ville de Salvador, dans l'État de Bahia.
Le stade, doté de 32 157 places et inauguré en 1979, sert d'enceinte à domicile aux équipes de football de l'Esporte Clube Bahia, et de l'Esporte Clube Jacuipense.
Le stade porte le nom de Roberto Santos, ancien député fédéral et gouverneur de Bahia entre 1975 et 1979.

## Histoire
Le stade ouvre ses portes en 1979. Il est inauguré le 11 mars 1979 lors d'une victoire 2-0 des locaux du EC Bahia sur le Fluminense de Feira (le premier but officiel au stade étant inscrit par Douglas, joueur de Bahia).
Le record d'affluence au stade est de 18 418 spectateurs lors d'une défaite 2-0 des locaux de l'EC Bahia contre l'EC Vitória le 2 avril 1995.

## Événements

### Matchs internationaux de football
| Date             | Compétition                  | Équipes        | Score | Affluence |
| ---------------- | ---------------------------- | -------------- | ----- | --------- |
| 9 septembre 2009 | Qualifs. Coupe du monde 2010 | Brésil — Chili | 4-2   | —         |